# 费恩·图格威尔
费恩·图格威尔（丹麥語：Finn Tugwell，1976年3月18日—），生于奥胡斯，丹麦乒乓球运动员。

## 生涯
图格威尔于2004年雅典奥运会男子乒乓球双打比赛中，与队友米凯尔·梅兹合作，夺得该届赛事的铜牌。2005年欧洲乒乓球锦标赛，图格威尔作为丹麦队一员，夺得该届赛事的男子团体冠军。